# Rákosi-Bataillon

Flagge der Rákosi Gruppe in der Milizeinheit Columna de Ferro

Flagge der Interbrigaden

Das Rákosi-Bataillon (Rakosi) war ein weitgehend ungarisches Bataillon der Internationalen Brigaden im Spanischen Bürgerkrieg. Im Rakosi-Bataillon dienten zwischen 524 und 1500 Ungarn, vornehmlich gut gebildete Kommunisten. Namensgeber des Bataillons war die sozialistische Rákosi-Gruppe, die sich den Milizeinheiten anschloss. Die Gruppe wurde nach Mátyás Rákosi benannt, einem marxistischen Politiker aus Ungarn. Bei der Namensgebung saß Mátyás Rákosi in Ungarn im Gefängnis unter dem Horthy-Regime. 
Wie alle Bataillone, wurde das Bataillon von der Komintern und dem sowjetischen Sicherheitsdienst NKWD organisiert und betreut. Politischer Kommissar des Rákosi-Bataillons war László Rajk, der spätere ungarische Innenminister und Außenminister. Des Weiteren Ferenc Münnich (Pseudonym Otto Flatter), der später auch Politischer Kommissar der XI. Internationalen Brigade (Thälmann) war. Von 1958 bis 1961 war er Ministerpräsident von Ungarn. 

## Geschichte

### JSU/UHP-Milizionäre
Am 19. Juli 1936 schlossen sich die ungarischen Teilnehmer, die sich anlässlich der Eröffnung der Volksolympiade in Barcelona befanden, den republikanischen Milizen an.
Sie bildeten die Gruppe Rákosi. Diese schloss sich einer sozialistischen Milizeinheit der Juventudes Socialistas Unificadas (JSU) und Uníos Hermanos Proletarios (UHP) an und kämpfte an der Aragon-Front. Die Rákosi-Einheit wurde später in die XI. Internationale Brigade integriert und war die Keimzelle des Rákosi-Bataillons.

### XI. Internationale Brigade (Thälmann)
Die internationalen Columnas (Kolonnen) und Centurien (Hundertschaften) wurden nach dem Beschluss vom 28. September 1936 zur Aufstellung der Internationalen Brigaden (Brigade Mixta) neu organisiert. Als JSU/UHP-Milizeinheit Columna de Ferro wurden die ungarischen Milizionäre eine Einheit in der XI. Internationalen Brigade. Die XI. Internationale Brigade bestand aus drei Bataillonen. Das Edgar-André-Bataillon, mit dem harten Veteranenkern der Thälmann-Kolonne, der ungarischen Columna Rákosi (Rakosi) und einer britischen MG-Schützen-Columna; das französisch-belgische Commune-de-Paris-Bataillon und das polnische Dąbrowski-Bataillon.

### Internationale Brigaden
Am 23. Juni 1937 wurde das Rákosi-Bataillon Teil der 150. Brigade zusammen mit dem Dąbrowski-Bataillon, dem André-Marty-Bataillon und dem Palafox-Bataillon. Es war eine gemischte Brigade Brigada Mixta. Im Juli 1937 übernahm der Pole Józef Strzelczyk (Pseud. Jan Barwiński) das Kommando über die 150. Brigade. Die Brigade wurde mit anderen Einheiten der Internationalen Brigaden an die Front vor Brunete verlegt. Die 150. Brigade bestand zu diesem Zeitpunkt aus etwa 1910 Soldaten. Bei der Schlacht von Brunete ab dem 6. Juli 1937 erlitt die 150. Brigade schwere Verluste. Anschließend kämpfte die 150. Brigade im August 1937 an der Aragon-Front, bei Teruel, bei Abwehrgefechten in Almería und an der Front von Granada und Córdoba. Nach diesen Kämpfen der 150. Brigade wurde das Rákosi-Bataillon der XIII. Internationalen Brigade zugeteilt.

### 13. Brigada Mixta
Am 1. Oktober wurde mit den verbliebenen Brigadisten nach der Schlacht am Ebro die 13. Brigada Mixta aufgestellt. Diese Brigade bestand vornehmlich aus Spaniern. Ihr Kommandant war Enrique Escudero Serrano. Nach kurzer Zeit griff das aufgestellte Bataillon erneut in Kämpfe am Ebro ein und deckte dabei den Rückzug der 35. Division in der Schlucht von Barranc Fosc. Es war die letzte Einheit, die sich am 16. November 1938 über den Ebro bei Filx zurückzog.

### Katalonienoffensive
Die Regierung der Spanischen Republik stimmte, unter anderem wegen des Druckes vom Völkerbund, der Auflösung der Internationalen Brigaden am 24. September 1938 zu. Im Januar 1939 unterstellten sich deshalb die staatenlosen ungarischen Brigadisten des Rákosi-Bataillons erneut der Befehlshoheit der spanischen Volksarmee. Die Brigadisten wurden am 23. Januar, 1939 in La Garriga, während der Katalonienoffensive Francos, mit den ehemaligen Brigadisten des Dąbrowski-Bataillons, Palafox-Bataillons und Mickiewicz-Bataillons, reaktiviert. Kommandeur des Rákosi-Bataillons wurde der Ungar Miklos Szalway (Pseudonym Tschapajew). Das Bataillon kämpfte mit dem Dąbrowski-Bataillon unter der Bezeichnung XIII. Internationale Brigade Dąbrowski. Vom 26. Januar bis zum 29. Januar 1939 bei La Garriga und ab dem 2. Februar 1939 hielten die Brigadisten mit anderen Einheiten der spanischen Volksarmee in Cassà de la Selva bei Girona den Vormarsch der nationalistischen Truppen zwei Tage auf. Bei einem absolut chaotischen Rückzug über Girona erreichten die Brigadisten bei El Pertus die französische Grenze. Sie überquerten am 7. Februar 1939 mit der Spanischen Volksarmee die Grenze, wo die staatenlosen polnischen Brigadisten im Internierungslager Argelès-sur-Mer interniert wurden.